# Drepanocladus
Drepanocladus ist eine Pflanzengattung der Laubmoose und umfasst meist kräftig entwickelte Sumpf- und Wassermoose, die sowohl in einer Land- als auch in einer Wasserform vorkommen können. Die einzelnen Arten können vegetativ stark variieren und sind häufig verzweigt.
Die 30 Arten der Gattung findet man in den gemäßigten und kühlen Gebieten sowohl der Nord- als auch der Südhemisphäre und in den Gebirgen der Tropen und Subtropen. In Europa kommen 13 Arten vor.

## Merkmale
Die Blätter tragen stets eine lange Blattrippe, die bei einigen Arten auch doppelt ausgebildet sein kann. Nur D. fluitans bildet eine kurze Blattrippe aus. Die Blätter sind zudem gerade bis kreisförmig gekrümmt, stets ohne Falten und sichelartig zugespitzt, wobei bei den Wasserformen häufiger Abweichungen auftreten können. Die Blätter sind gerade bis kreisförmig gekrümmt und besitzen ein dichtes prosenchymatisches Blattzellnetz, wobei die Blattflügelzellen gut ausgebildet sind, bei einigen Arten jedoch nicht vorhanden sein können. Drepanocladus besitzt ein doppeltes Peristom (der zahnartige Besatz der Laubmooskapsel) und eine leicht geneigte Kapsel.

## Arten (Auswahl)
- Drepanocladus aduncus
- Drepanocladus exannulatus
- Drepanocladus fluitans
- Drepanocladus lycopodioides
- Drepanocladus polycarpus
- Drepanocladus pseudostramineus
- Drepanocladus revolvens
- Drepanocladus sendtneri